# هاتچ
هاتچ (انگلیسی: Hatch Ltd) شرکت مهندسی کانادایی است، که در زمینه ساخت‌وساز، مهندسی عمران، مهندسی معدن، احداث نیروگاه‌های حرارتی، هسته‌ای و برق آبی، همچنین ارائه خدمات مشاور مدیریت فعالیت می‌نماید.
شرکت هاتچ در سال ۱۹۵۵ توسط دبلیو. اس. اتکینز در شهر تورنتو راه‌اندازی شد و در حال حاضر مالک شبکه‌ای از ۷۰ دفتر خدمات فنی و مهندسی در کشورهای مختلف جهان می‌باشد. دفتر مرکزی این شرکت در شهر میسیساگا، انتاریو قرار دارد.